# Мардикян, Мардик
Мардик Кеворк Мардикян (араб. مارديك مارديكيان‎, арм. Մարտիկ Գեւորք Մարտիկեան; род. 14 марта 1992, Латакия) — сирийский футболист, нападающий катарского клуба «Аль-Араби» и сборной Сирии.

## Клубная карьера
Мардик начал профессиональную карьеру в 2009 году в клубе «Хуттин» (Латакия).
Игрок три раза уходил в аренду. Первый раз он поехал в аренду в бахрейнский футбольный клуб «Аль-Риффа».
Вторую аренду Мардик провёл в Иордании за клуб «Аль-Джазира».
Третья аренда прошла в оманском клубе «Сухар».
В 2014 году Мардик стал игроком оманского клуба «Фанджа».
Уже в 2015 году он стал игроком катарского клуба «Аль-Маркия».
Сезон 2015/16 Мардик провёл в иракском футбольном клубе «Нафт Аль-Васат».
Сезон 2016/17 Мардик играл за «Аль-Джазиру». Он стал лучшим бомбардиром сезона чемпионата Иордании.
Следующий сезон он провёл в катарском «Аль-Араби».
В 2018 году игрок вернулся в иорданскую «Аль-Джазиру».

## Достижения
- Лучший бомбардир чемпионата Иордании: 2016/17

## Личная жизнь
Его отец Кеворк Мардикян.